# ۱۸۳۳
۱۸۳۳ (میلادی) هزار و هشتصد  و سی و سومین سال تقویم میلادی است.

## زادگان
- ۱ ژانویه – رابرت لاسون (معمار)، معمار نیوزلندی (د. ۱۹۰۲)
- ۲۱ اکتبر – آلفرد نوبل، شیمی‌دان و مهندس سوئدی (د. ۱۸۹۶)
- ۶ نوامبر – یوناس لی، نویسنده و شاعر نروژی (د. ۱۹۰۸)
- ۹ نوامبر – امیل گابوریو، نویسنده فرانسوی (د. ۱۸۷۳)
- ۱۲ نوامبر – الکساندر برودین، آهنگساز و شیمی‌دان روسی (د. ۱۸۸۷)
- ۱۹ فوریه – الی دوکامن، ژورنالیست و سیاست‌مدار سوئیسی (د. ۱۹۰۶)
- ۲۰ اوت – بنجامین هریسون، افسر و سیاست‌مدار آمریکایی (د. ۱۹۰۱)
- ۲۰ سپتامبر – ارنستو مونتا، ژورنالیست و نویسنده ایتالیایی (د. ۱۹۱۸)

## درگذشتگان
- ۱۰ ژانویه – آدرین-ماری لژاندر، ریاضی‌دان فرانسوی (ز. ۱۷۵۲)
- ۱۵ مه – ادموند کین، بازیگر بریتانیایی (ز. ۱۷۸۷)
- ۳۰ مه – جان ملکم، سیاستمدار، مورخ و فرستادهٔ کمپانی هند شرقی بریتانیا به دربار قاجار (ز. ۱۷۶۹)
- ۲۰ ژوئیه – نینیان ادواردز، سیاست‌مدار و وکیل آمریکایی (ز. ۱۷۷۵)
- ۲۹ ژوئیه – ویلیام ویلبرفورس، سیاست‌مدار بریتانیایی (ز. ۱۷۵۹)
- ۵ ژوئیه – ژوزف نیسه‌فور نیپس، مخترع، عکاس و فیزیک‌دان فرانسوی (ز. ۱۷۶۵)